# Magnetické pole Měsíce

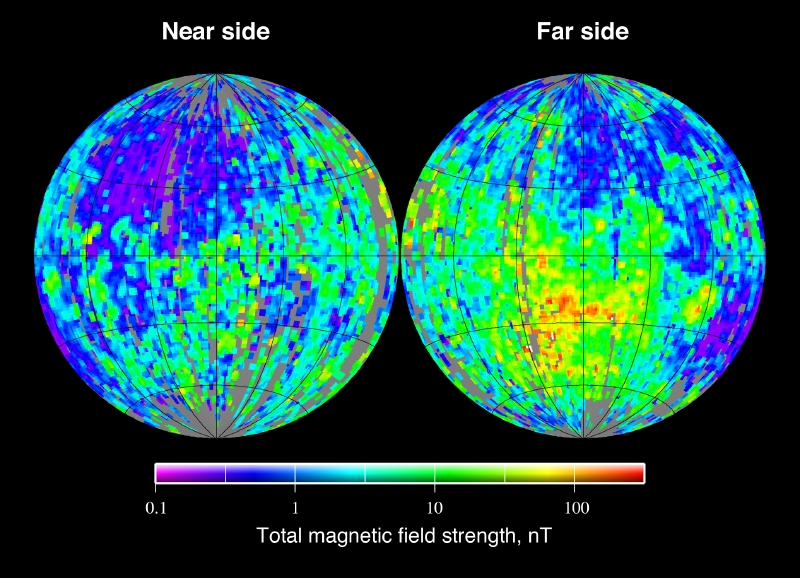
Celková intenzita magnetického pole na povrchu Měsíce, jak ji naměřil experiment electron reflectometer na sondě Lunar Prospector.

Magnetické pole na Měsíci je velmi slabé ve srovnání se Zemí. Další významné rozdíly jsou, že Měsíc nemá v současné době dipolární magnetické pole (jaké by bylo generováno dynamem v jádře) a různá magnetizace, která je přítomna v kůře je jiného původu. Jedna hypotéza tvrdí, že magnetizace kůry byla získána brzy v lunární historii, když bylo dynamo stále aktivní. Malá velikost lunárního jádra je ale potenciální překážkou k podpoře této hypotézy. Alternativně je možné, že na tělese bez vzduchu jako je Měsíc může být přechodné magnetické pole generované během velkého impaktu. Na podporu tohoto tvrzení byl předložen důkaz, že největší magnetizace kůry je umístěna přímo naproti obřím impaktním kráterům. Bylo navrženo, že takový jev by mohl být důsledkem expanze plazmového oblaku generovaného nárazem kolem Měsíce v přítomnosti okolního magnetického pole. Například sonda Čandraján-1 mapovala "mini-magnetosféru" na Crisium antipódu na odvrácené straně Měsíce, pomocí nástroje Sub-keV Atom Reflecting Analyzer (SARA). Mini-magnetosféra má na povrchu 360 km a je obklopena 300-km tlustým regionem zesílených plazmových toků, které jsou výsledkem slunečního větru proudícího kolem mini-magnetosféry.
Existuje stále více důkazů, že jemné částice měsíčního prachu mohou skutečně plavat, vyvrženy z měsíčního povrchu pomocí elektrostatického odpuzování. To by mohlo vytvořit dočasnou noční "atmosféru" prachu. Atmosféra měsíčního prachu by se také mohla shromáždit do jakéhosi průsvitného větru. V důsledku rozdílů v akumulaci globálních nábojů by plovoucí prach přirozeně létěl od silně negativní noční strany ke slabě negativní denní straně. Tento efekt "prachové bouře" by byl nejsilnější na měsíčním terminátoru. Mnoho z těchto detailů je stále spekulativních, ale sonda Lunar Prospector zjistila změny v napětí lunární noční strany během přechodů magnetickými ohony v řádu od -200 V do -1000 V. Další charakterizace byla provedena pomocí sondy Lunar Atmosphere and Dust Environment Explorer na konci roku 2013.
Plazmový ohon má velmi dynamickou strukturu, v konstantním stavu pohybu, tak jak Měsíc obíhá přes magnetické ohony, které může plazmový ohon mnohokrát obletět a setkává se s nimi, což trvá od několika minut do několika hodin nebo dokonce dnů.

## V beletrii
V sérii Vesmírná odyssea Arthur C. Clarka je na Měsíci nalezen monolit v blízkosti kráteru Tycho podle nepřirozeně silného magnetického pole, zdejší magnetická anomálie je pojmenována Magnetická Anomálie Tycho 1 (TMA-1).